# Colt M1877

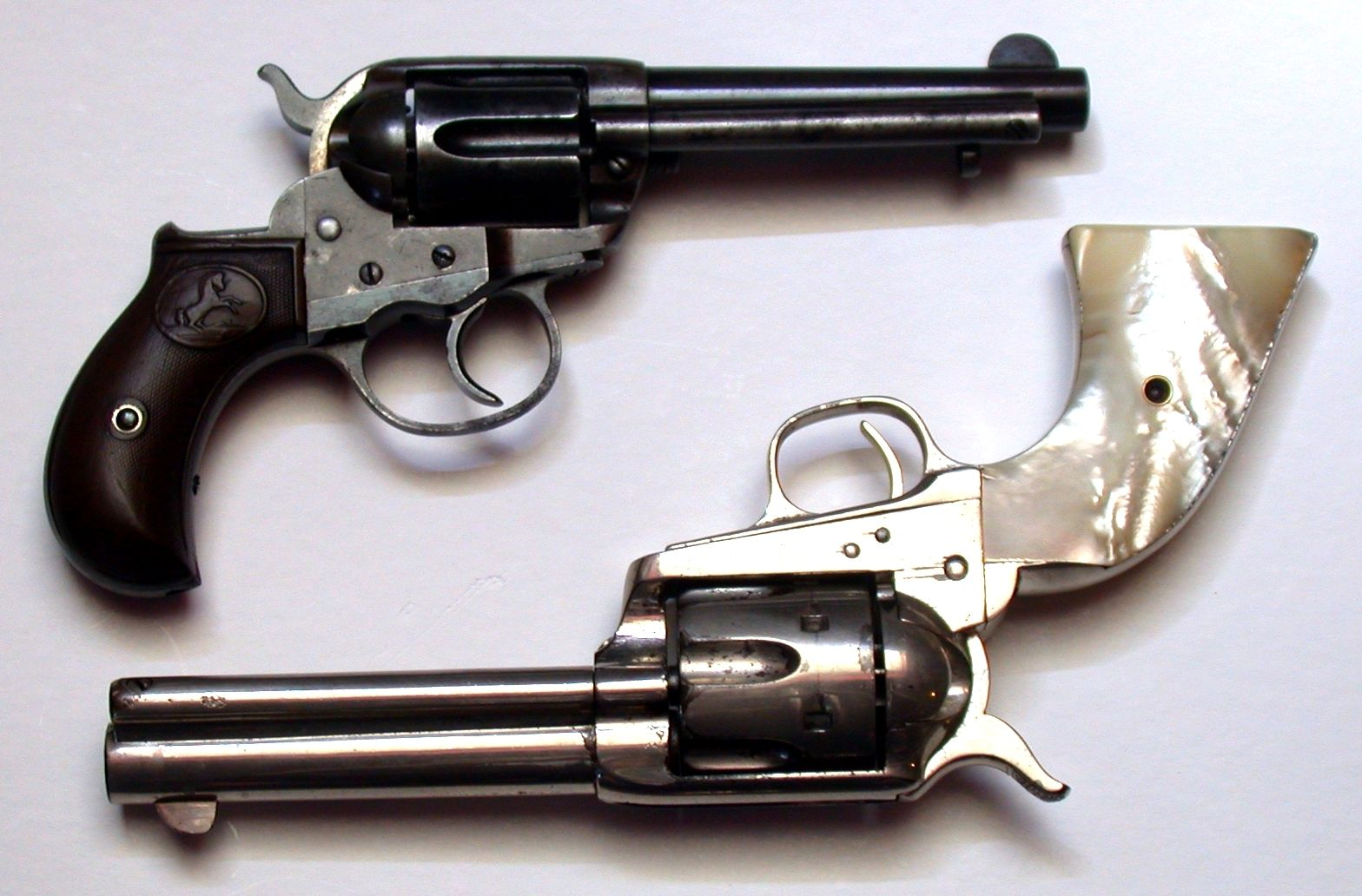
Colt «Thunderer» зі стрижнем-ежектором (вгорі), у порівнянні з Colt Single-Action Army (внизу).

Colt M1877 був револьвером подвійної дії виробництва Colt's Patent Fire Arms, який випускали з січня 1877 по 1909 роки. Загальна кількість склала 166849 одиниць. Модель 1877 випускали у трьох калібрах, що дало їм три неофіційні назви: «Lightning», «Thunderer» та «Rainmaker». Вони відрізнялися лише калібром набою: у «Lightning» використовували набій .38 Long Colt; «Thunderer» — .41 Long Colt. Обидві моделі мали шестизарядні барабани. Перша модель під набій .32 Long Colt відома під назвою «Rainmaker» була представлена у 1877 році.

## Історія
Револьвер M1877, який створив один з розробників револьвера M1873 Colt Single Action Army, Вільям Мейсон, став першою спробою компанії Кольт у створенні револьверів подвійної дії. Револьвер M1877 став першим успішним револьвером подвійної дії під унітарний набій розроблений в США.
M1877 пропонували у двох фінішних обробках: нікельована або загартована рамка з синім вороненим стволом і барабаном. Револьвер мав стволи довжиною від 2,5 до 7,5 дюймів і міг мати або ні шомпол-ежектор та кожух. Короткоствольні версії без шомпола-ежектора продавали як «спеціальна пропозиція продавця».
Назви «Lightning» та «Thunderer» не використовувалися Кольтом та не згадуються у будь-яких заводських записах. Обидві назви вигадав Бенджамін Кіттредж, один з основних продавців Кольта. Кіттредж також вигадав назву «Peacemaker» для моделі Single Action Army, «Omnipotent» для Colt M1878 подвійної дії (зазвичай відому як «Frontier»), а також назви для різних револьверів моделей New Line.
Ранній механізм подвійної дії M1877 виявився одночасно складним і крихким, тому Colt M1877 був вразливий до відмови самозвідного механізму. Конструкція мала репутацію невдалої і заслужила прізвисько «улюбленець зброярів». Через складну конструкції і складності ремонту зброярі донині не люблять з ними працювати. Gun Digest назвав його «найгіршим спусковим механізмом подвійної дії з коли-небудь створених». Зазвичай ламалася пружина спускового механізму і револьвер става лише одинарної дії. Зовні модель 1877 дуже схожа на револьвер Colt Single Action Army, проте він меншого розміру і значно тонший. Стандартним було синє воронування, з кольоровою рамкою або нікелюванням. Руків'я було схоже на голову птахи і мало палісандрові щічки на перших моделях та з міцної гуми на більшості револьверах пізнішого виробництва.
Модель «Lightning» була улюбленою зброєю відомого манчестерського детектива вікторіанської епохи та голови карного розшуку Джерома Камінада. Бандит Старого Заходу Джон Веслі Гардін часто використовував версії «Lightning» та «Thunderer» револьвера Colt 1877. Також модель 1877 «Thunderer» .41 калібру полюбляв Біллі Кід і був при ньому коли Пет Гаррет вбив його в 1881 році. Відомо, що Док Холлідей також носив нікельований Colt Thunder на поясі на додачу до свого нікельованого Colt 1873. Обидва револьвери мали щічки зі слонової кістки або перлів.